# Lauren James
Lauren Elizabeth James (* 29. September 2001 in London) ist eine englische Fußballspielerin. Die Spielerin steht bei den Chelsea FC Women unter Vertrag und spielt seit 2022 für die englische Nationalmannschaft. Ihr Bruder Reece ist ebenfalls im Profifußball aktiv.

## Werdegang

### Vereine

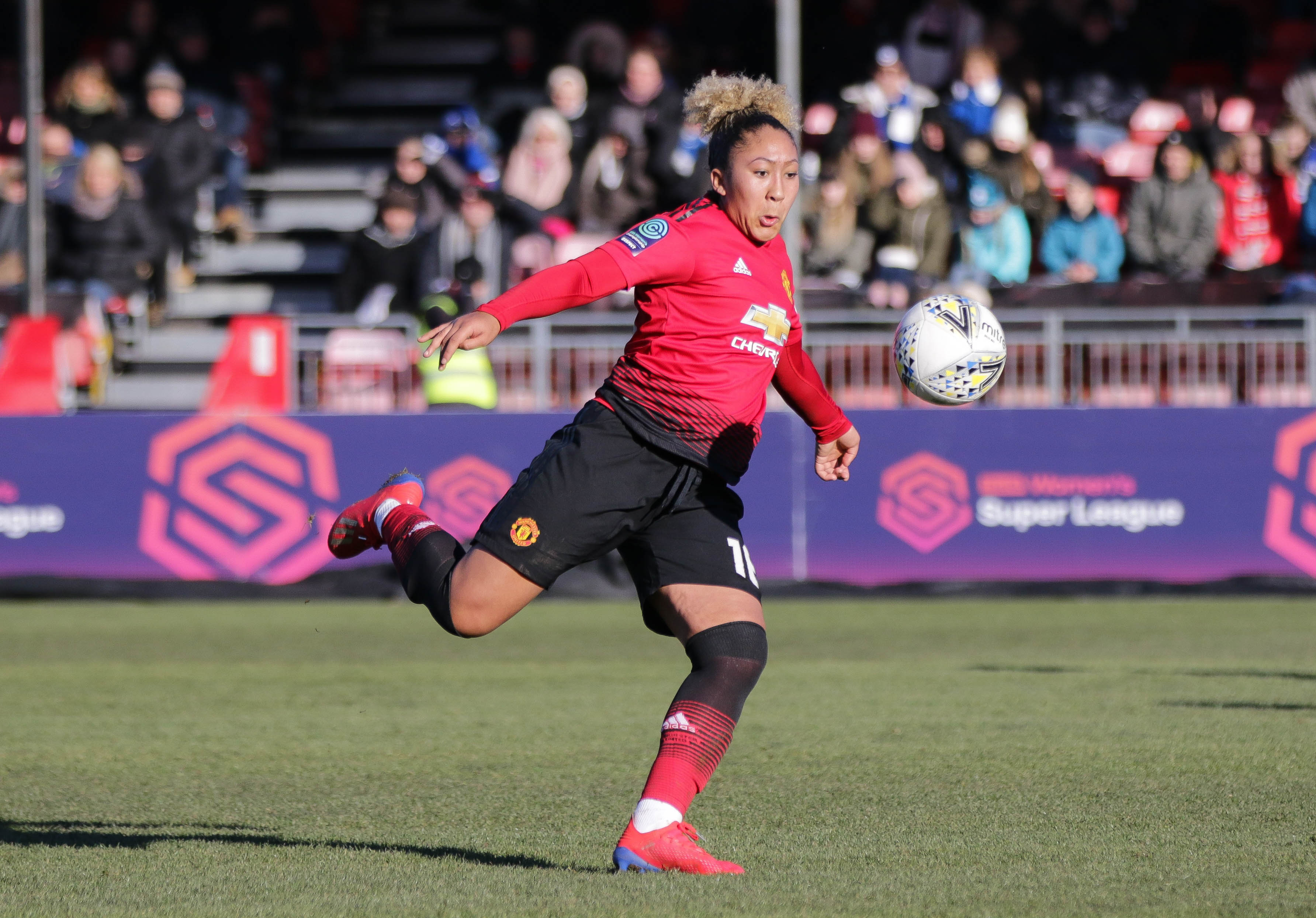
James im Februar 2019 bei einem Spiel für Manchester United

James begann mit dem Fußballspielen in der Chelsea Academy, wo sie von der U-10 bis U-14 spielte. Mit 13 Jahren wurde sie von Arsenal gescoutet, wo sie zunächst mit Jungen spielte und nach zwei Jahren mit der ersten Mannschaft trainierte. Am 29. Oktober 2017 spielte sie dann erstmals für Arsenal in der FA Women’s Super League. Insgesamt hatte sie fünf Einsätze in der Saison. Danach wechselt sie zum neuen Zweitligisten Manchester United. Mit 14 Toren war sie zusammen mit drei anderen Spielerinnen zweitbeste Torschützin der Saison und trug mit dazu bei, dass ManU Zweitligameister und Aufsteiger in die FA Women’s Super League wurde. In der ersten Erstligasaison, die wegen der COVID-19-Pandemie vorzeitig abgebrochen wurde, wurde der Aufsteiger Vierter, wozu James mit sechs Toren als beste Torschützin ihrer Mannschaft beitrug – darunter das erste Erstligator für ManU überhaupt am 28. September 2019. Negativer Höhepunkt der Saison war die Gelb-Rote Karte am 13. Oktober 2019 beim Spiel gegen Tottenham. Die Saison 2020/21 schloss ManU ebenfalls auf dem vierten Platz ab, James kam aber nur in zehn von 22 Spielen zum Einsatz, in denen sie zwei Tore schoss, darunter ein Tor beim ersten Spiel der FA Women’s Super League im Old Trafford am 27. März 2021.
Am 23. Juli 2021 erhielt sie einen Vierjahresvertrag bei Chelsea. Mit Chelsea gewann sie ihre erste Erstligameisterschaft und den Pokal, kam dabei aber nur zu sechs Kurzeinsätzen in der Liga und drei im Pokal.
In der UEFA Women’s Champions League 2021/22 hatte sie nur einen fünfminütigen Kurzeinsatz im vierten Gruppenspiel gegen Servette FC Chênois Féminin. Chelsea belegte punktgleich mit dem VfL Wolfsburg und Juventus Turin aber der schlechteren Tordifferenz den dritten Platz und schied aus. Im folgenden Jahr wurde sie mit Chelsea Gruppensieger und kam bis ins Halbfinale, wo sie nach einem 0:1 im Heimspiel im Rückspiel in Barcelona nur ein 1:1 erreichten. James kam in acht der zehn Spiele zum Einsatz und erzielte zwei Tore beim 3:0-Sieg im letzten Gruppenspiel gegen Paris Saint-Germain.
2024 wurde sie für den Ballon d’Or féminin nominiert.

### Nationalmannschaft
Im Oktober 2017 nahm sie mit der U-17-Mannschaft an der ersten Qualifikationsrunde zur U-17-Fußball-Europameisterschaft der Frauen 2018 teil. Im ersten Spiel war sie Kapitänin, eröffnete bereits in der ersten Minute den Torreigen und steuerte noch drei weitere Tore zum 10:0-Sieg gegen Lettland bei. Beim folgenden 6:0 gegen die Slowakei erzielte sie die beiden letzten Tore. Im Gruppenfinale gegen Schottland, das mit 3:0 gewonnen wurde, blieb sie dagegen torlos. Die zweite Runde im März 2018, bei der sich die Engländerinnen für die Endrunde qualifizierten, fand ohne sie statt ebenso wie die Endrunde im Mai 2018.
Im April 2019 qualifizierte sie sich mit der U-19-Mannschaft bei einem Turnier in ihrer Heimat mit drei Siegen für die im Juli 2019 ausgetragene Endrunde der U-19-Fußball-Europameisterschaft der Frauen 2019 in Schottland. Bei der Endrunde reichte aber nach Niederlagen gegen Deutschland (1:2) und Spanien (0:1) der 1:0-Sieg gegen Belgien nicht um das Halbfinale zu erreichen.

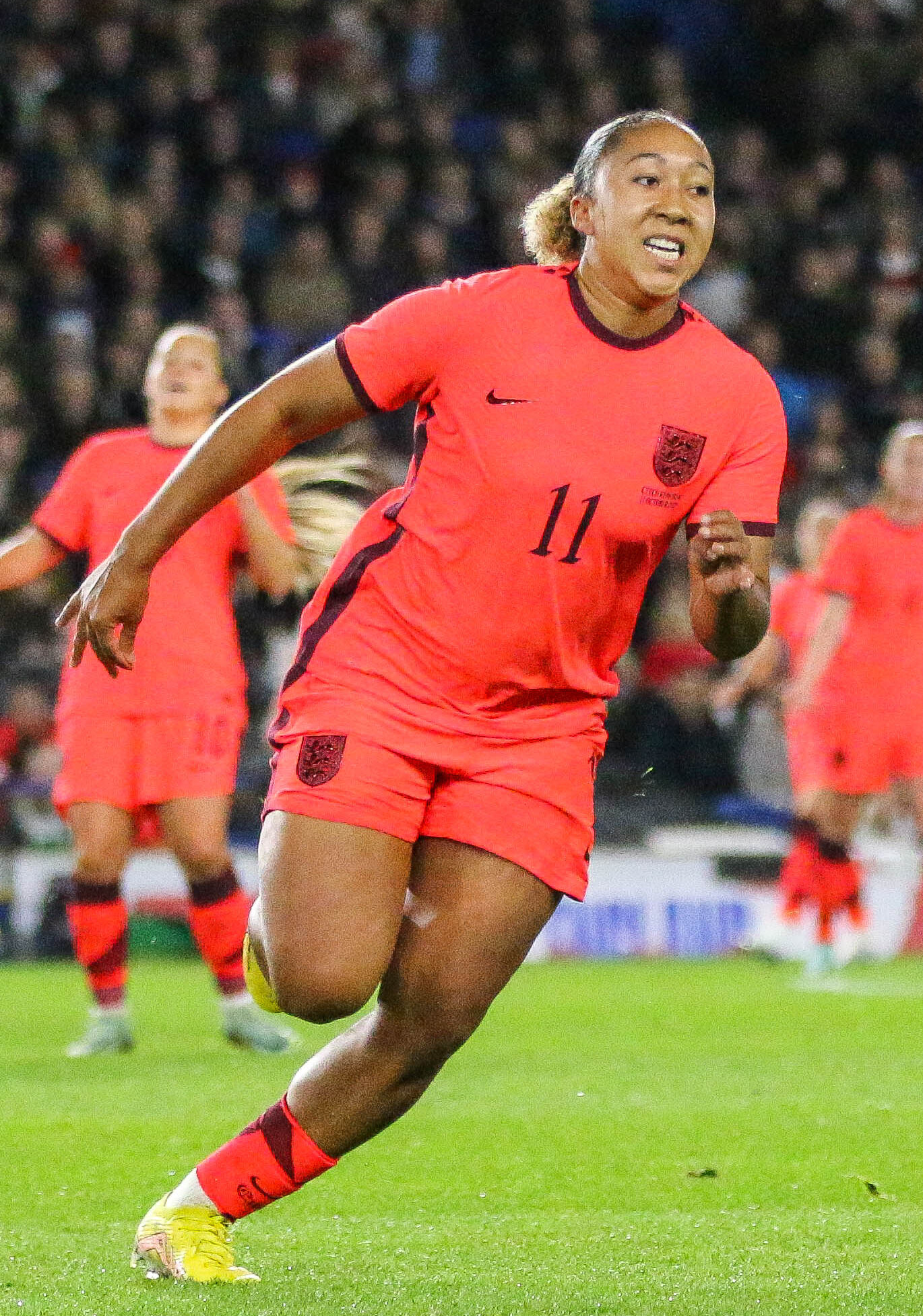
James im Oktober 2022 bei einem Spiel gegen Tschechien

Im November 2020 wurde sie erstmals zu einem Trainingslager der A-Nationalmannschaft eingeladen. Auf ihren ersten Einsatz musste sie dann aber fast zwei Jahre warten. Für die EM 2022, bei der die Engländerinnen erstmals den Titel gewannen, wurde sie nicht nominiert. Am 3. September 2022 wurde sie dann im vorletzten Qualifikationsspiel zur WM 2023 gegen Österreich beim Stand von 2:0 eingewechselt. Mit dem Ergebnis qualifizierten sich die Engländerinnen vorzeitig für die WM-Endrunde. Es folgten Einsätze in den anschließenden Freundschaftsspielen und beim Arnold Clark Cup 2023, wo sie beim 4:0 gegen Südkorea ihr erstes Länderspieltor erzielte.
Am 31. Mai 2023 wurde sie als eine von 23 Spielerinnen für die WM-Endrunde in Australien und Neuseeland nominiert. Sie war die zweitjüngste Spielerin im Kader. Bei den drei Einsätzen in den Gruppenspielen erzielte sie drei Tore, darunter den 1:0-Siegtreffer gegen Dänemark. Im Achtelfinale gegen Nigeria sah sie nach einem Tritt auf die am Boden liegende Gegenspielerin Halimatu Ayinde die rote Karte. Im verlorenen Finale gegen Spanien wurde sie nach Ablauf der Sperre wieder eingesetzt.
In der erstmals ausgetragenen UEFA Women’s Nations League 2023/24 hatte sie vier Einsätze und erzielte zwei Tore beim 6:0-Sieg gegen Schottland. Da die Engländerinnen wegen der um ein Tor schlechteren Tordifferenz nur Gruppenzweite hinter den Niederländerinnen waren, verpassten sie die Spiele um die Olympia-Tickets. In der anschließenden Qualifikation für die EM 2025 kam sie zweimal zum Einsatz und erzielte ein Tor. Als Gruppenzweite qualifizierten sie sich direkt für die EM-Endrunde, für die sie am 5. Juni 2025 nominiert wurde.

## Erfolge
- Zweitliga-Meisterin 2018/2019 (mit Manchester United)
- Englische Meisterin 2021/22,  2022/23, 2023/24 und 2024/25 (mit Chelsea)
- Englische Pokalsiegerin 2021/22, 2022/23 und 2024/25 (mit Chelsea)
- Englische Ligapokalsiegerin 2017/2018 (mit Arsenal, ohne Einsatz), 2024/25 (mit Chelsea)
- Arnold-Clark-Cup-Siegerin 2023
- Europameisterin: 2025 (mit England)
- Vizeweltmeisterin: 2023 (mit England)

## Auszeichnungen
- Arnold Clark Cup Player of the Tournament 2023[14]